# Раджастхан
Раджастха́н (хинди राजस्थान [raːdʒəsˈt̪ʰaːn], Rājasthān, буквально — «страна раджей», англ. Rajasthan) — самый большой штат в Индии, расположен на северо-западе, образован в 1949 году на территории исторической области Раджпутана. Столица и крупнейший город — Джайпур. Население 68 621 012 человек (8-е место среди штатов; данные 2011 г.); основная их часть — раджастханцы (в том числе раджпуты).

## География

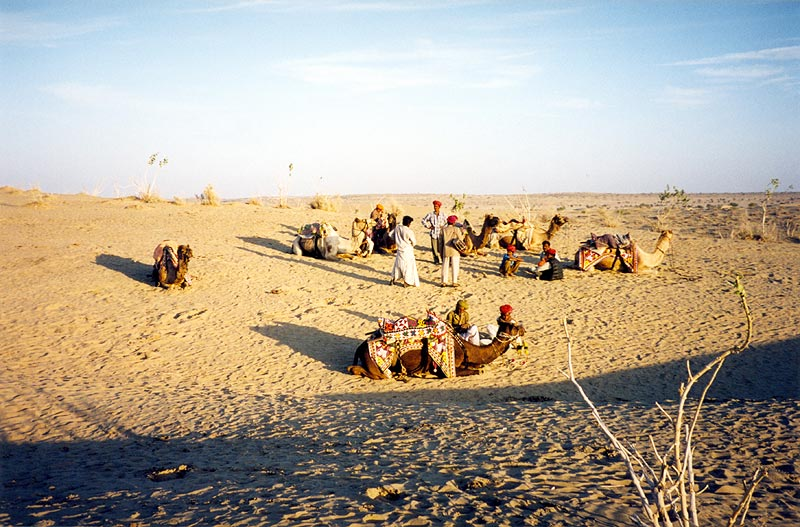
Пустыня Тар

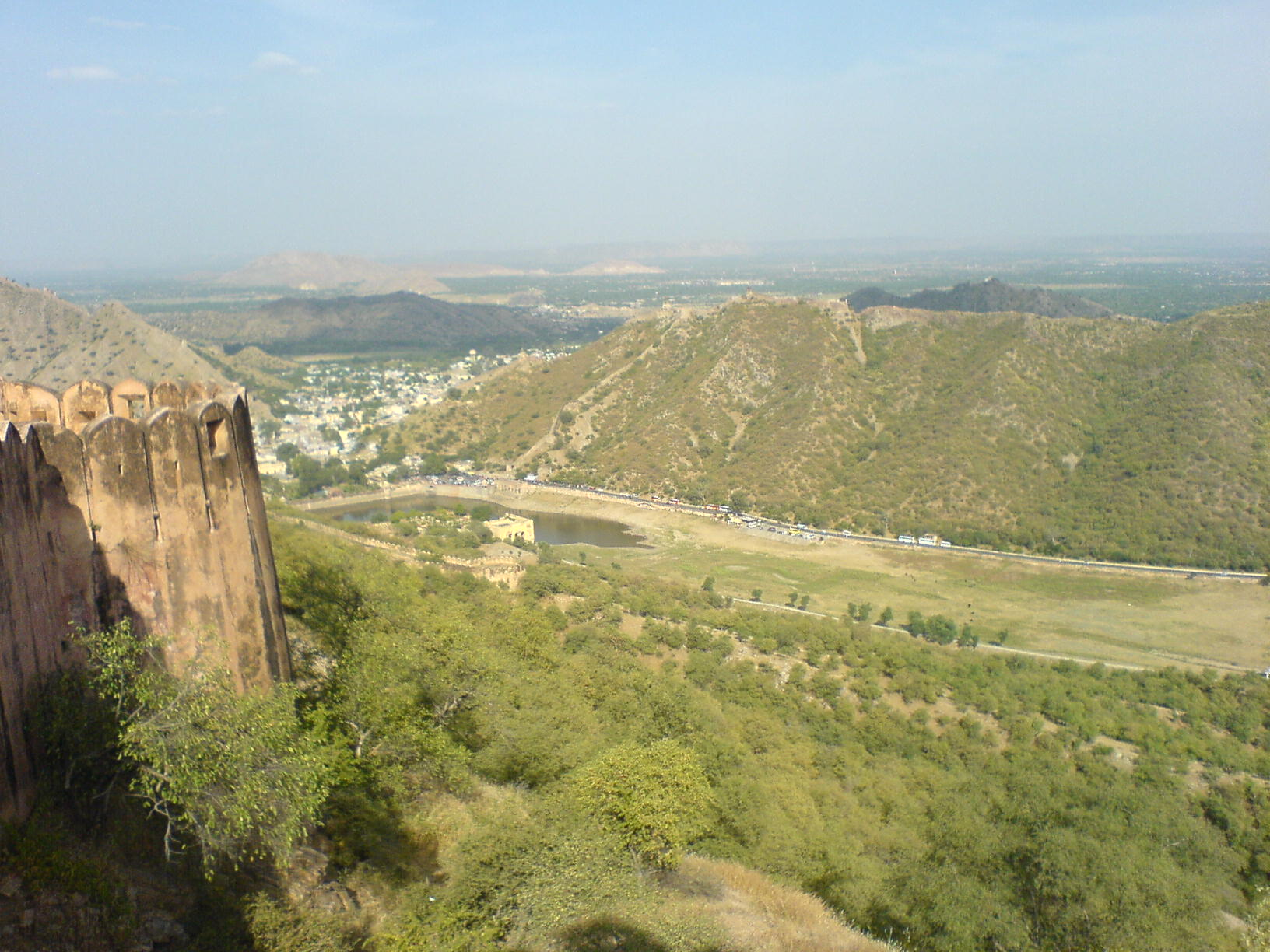
Пейзаж вблизи Джайпура, вид с форта Джагарх

Имея площадь территории 342 239 км², Раджастхан является самым крупным штатом Индии.
Главные географические регионы штата включают пустыню Тар и горный хребет Аравали, протянувшийся с юго-запада на северо-восток штата более чем на 850 км. 
Северо-западная часть штата — песчаная и засушливая. Большую часть этого региона занимает пустыня Тар, которая продолжается и дальше, на территорию Пакистана. Хребет Аравали не способен захватывать муссоны с Аравийского моря, так как проходит параллельно направлению этих ветров. 
Пространство между пустыней Тар и хребтом Аравали покрыто зарослями колючих кустарников. 
Этот регион получает менее 400 мм осадков в год, температуры могут достигать +45 °С летом и опускаться ниже 0 °С зимой (а Раджастхан вообще — самый жаркий штат страны).
Пустынные территории заселены весьма скудно, крупнейший город этих мест — Биканер.
Земли, лежащие к востоку и юго-востоку от хребта Аравали, в большинстве своём более плодородные и менее засушливые. Этот регион включает тропические широколиственные леса, включающие такие виды, как акация, тик и др. Холмистый регион Вагад расположен на крайнем юге Раджастхана, на границе с Гуджаратом. Это наиболее влажная и наиболее лесистая часть штата, главные города этих мест — Удайпур и Читторгарх. Восток штата занимает регион Меват, примыкающий к границам со штатами Уттар-Прадеш и Харьяна. Здесь расположена столица Раджастхана — Джайпур.
Восток и юго-восток Раджастхана омывается водами таких рек, как Банас и Чамбал, в бассейне Ганга.

Самая высокая точка штата — гора Абу (1722 м). Хребет Аравали делит штат таким образом, что 60 % территории расположены к северо-западу от него, а 40 % — к юго-востоку.

## Флора и фауна

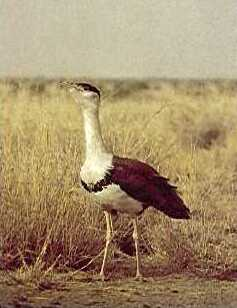
Индийская большая дрофа

Леса занимают весьма незначительную долю территории штата, тем не менее Раджастхан отличается богатой флорой и фауной. Многие виды, исчезнувшие в других районах Индии, такие как: индийская большая дрофа, гарна, индийская газель (чинкара, или газель Беннетта), индийский кулан, в обилии водятся в пустынных районах Раджастхана.
На территории штата находятся 4 национальных парка. Национальный парк Пустыня (Desert National Park) близ Джайсалмера, охватывающий территорию в 3162 км², — прекрасный пример экосистемы пустыни Тар, представляющий всё богатство её фауны. Здесь встречаются индийская большая дрофа, чинкара, бенгальская лисица, волк, каракал и др. Парк служит домом для многих видов перелётных птиц, также как и для местных видов. Национальный парк Рантхамбор в округе Савай-Мадхопур — один из лучших в Индии тигриных заповедников, ставший с 1973 года частью проекта «Тигр». Национальный парк Сариска в округе Алвар занимает территорию 866 км², расположен в 107 км от Джайпура. С 1978 года Сариска имеет статус тигриного заповедника. Национальный парк Кеоладео расположен в округе Бхаратпур, в 176 км от Джайпура, и занимает территорию в 29 км². Парк интересен своей авифауной, включая множество редких и исчезающих видов как перелётных, так и местных птиц. Кеоладео привлекает множество туристов, а также учёных-орнитологов.
В округе Чуру, в 210 км от Джайпура, расположен небольшой заповедник Тал-Чхапар. Он лежит на пути миграций птиц, представлена здесь также и местная пустынная фауна, территория покрыта травянистой растительностью с редкими деревьями.

## История

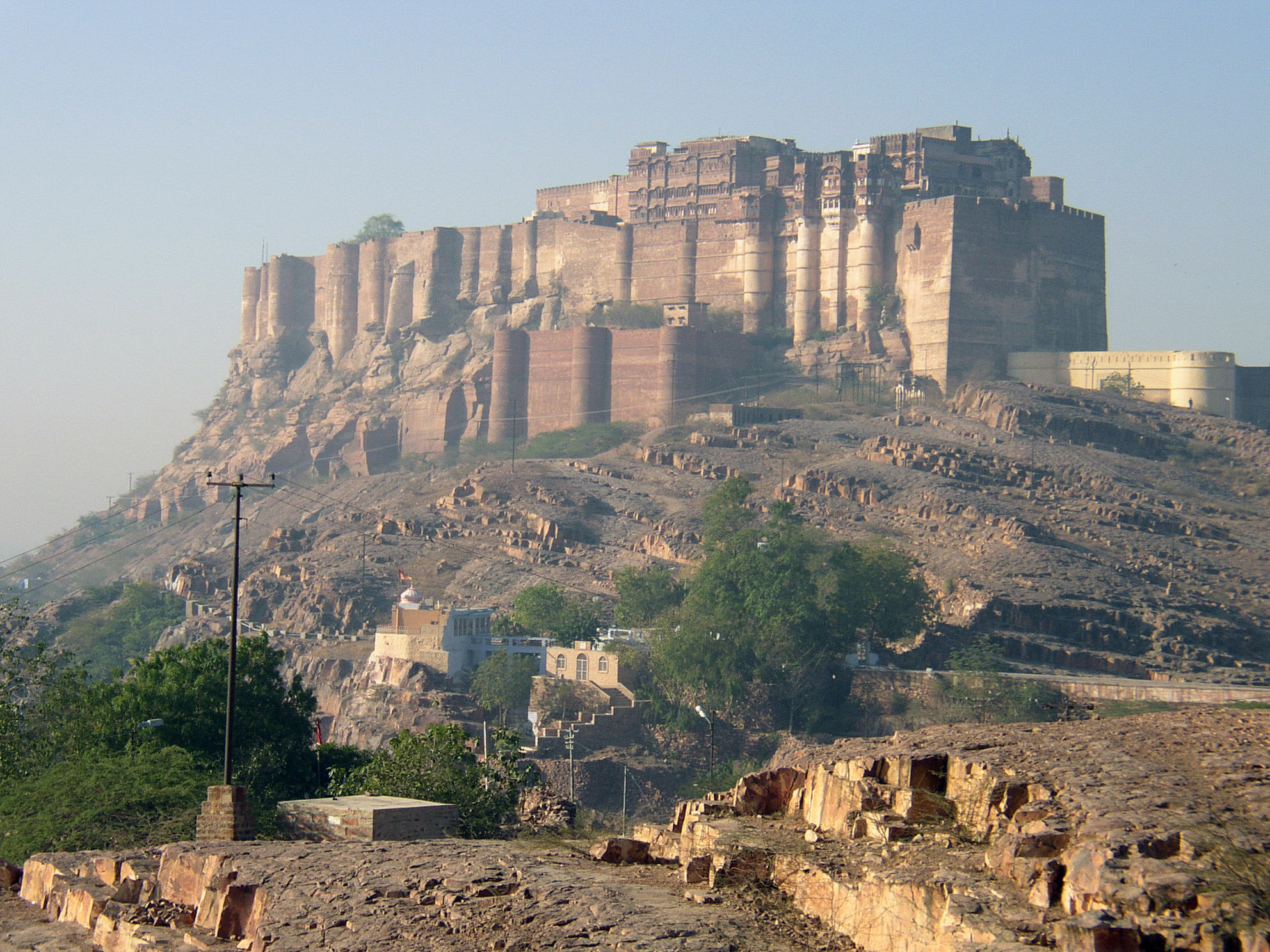
Форт Мехрангарх, построенный в 1459 году

Индская цивилизация, одна из древнейших в мире, размещалась на крайней северной оконечности штата (современные округа Калибанган и Ханумангарх), Раджастхан был одной из провинций цивилизации. Считается, что Западные Кшатрапы занимали территорию Западной Индии (в том числе Раджастхана) приблизительно в 35–405 годах.
За власть в регионе боролись несколько племён и династий. Примерно с VII века здесь появляются арабы, которые останавливаются в районе Синда после битвы за Раджастхан.
Множество правящих династий в этой части Индии были гуджарского происхождения, к X веку почти вся Северная Индия, за исключением Бенгалии, оказалась во власти гуджаров. Их империя, Гурджара-Пратихара, выступила мощным барьером между Индией и Арабским миром, не давая распространяться исламу в этих землях.
Современная территория Раджастхана занимает большую часть области Раджпутана, которая, в свою очередь, включает королевства Раджпут, два королевства джатов и мусульманское королевство. Раджпуты тоже препятствовали проникновению ислама, а также сопротивлялись проникновению на Индийский субконтинент моголов. Тем не менее раджпуты были покорены моголами, и лишь с падением Империи Моголов в XVIII веке появилась надежда на независимость этих земель. В то же время раджпуты стали подвергаться набегам маратхов. До Великих Моголов Раджастхан никогда не был политически единым, однако император Акбар создал единую провинцию.
В начале XIX века раджпуты заключили договор с британцами, соглашаясь с британским суверенитетом в обмен на местную автономию и защиту от набегов. В 1817–1818 годах британское правительство заключило договоры почти со всеми частями этой территории, таким образом, началось британское правление над штатом, который тогда именовался Раджпутаной.
На момент независимости Индии в 1947 году Раджастхан состоял из 18 княжеств и нескольких других территорий, потребовалось пять этапов для нового объединения территории. На первом этапе четыре княжества объединились в Соединённые государства Матсьи (17 марта 1948 года). Затем, 25 марта 1948 года, ряд других княжеств объединились в Соединённые государства Раджастхана. Через три дня к этому союзу решило присоединиться княжество Удайпур, и процесс обновления только что сформированной структуры затянулся до 18 апреля 1948 года. Это открыло путь к присоединению к союзу уже крупных княжеств, и Соединённые государства Раджастхана 30 марта 1949 года были переформированы в Большой Раджастхан. 15 мая 1949 года Большой Раджастхан и Соединённые государства Матсьи объединились в Соединённые государства Большого Раджастхана, которые по конституции Индии 1950 года стал штатом Раджастхан. С 1954 по 1971 год главным министром штата был Мохан Лал Сухадия.
В 1956 году в Индии вступил в силу Акт о реорганизации штатов, в результате чего были окончательно определены границы Раджастхана со штатом Мадхья-Прадеш.
Исторические королевства штата создали богатое культурное и архитектурное наследие, многие элементы которого можно увидеть и сегодня.

## Население
Население штата на 2011 год составляло 68 621 012 человек. Населён главным образом раджастханцами. В 2024 году по оценкам составляет 79 502 477 человек. Индуисты составляют 88,49 % населения, мусульмане — 9,07 %, сикхи — 1,27 %, джайнисты — 0,97 %. Большинство населения говорит на раджастхани (иногда считают диалектом хинди), другие языки включают хинди, синдхи, гуджарати, пенджаби, урду и английский. На раджастхани и диалектах хинди вместе взятых говорят около 91 % населения Раджастхана.
Крупные города:
- Джайпур — 3 532 940 чел.
- Джодхпур — 1 198 950 чел.
- Кота — 1 161 765 чел.
- Биканер — 747 382 чел.
- Аджмер —  628 984 чел.
- Удайпур — 523 186 чел.
- Бхилвара — 416 928 чел.

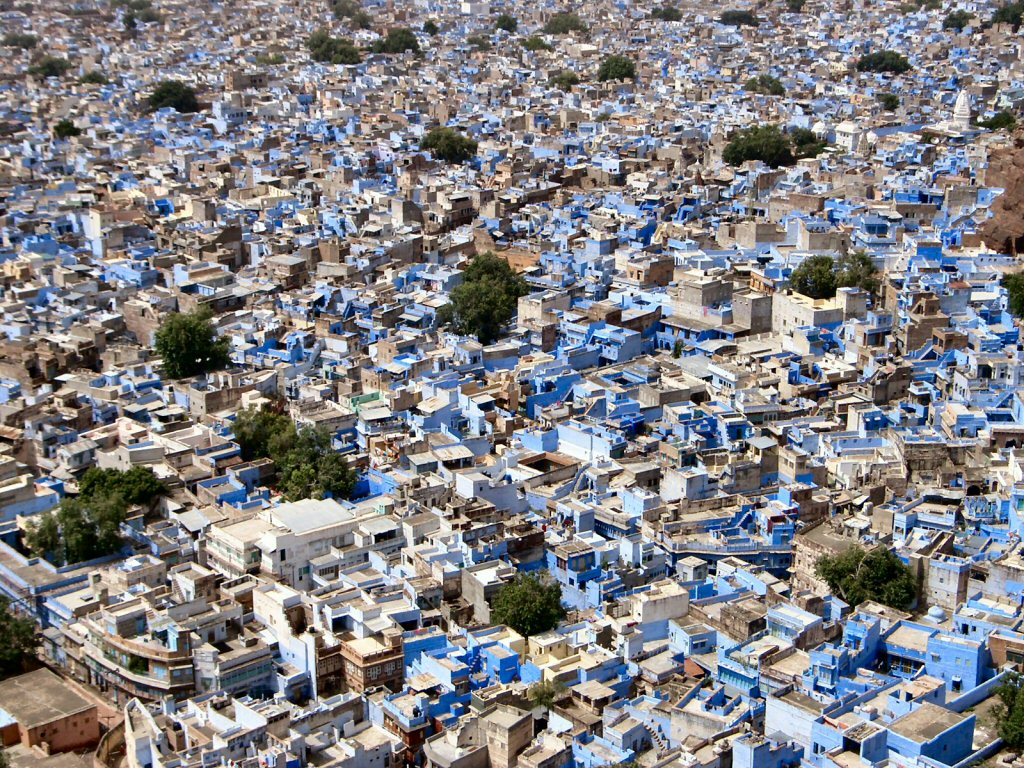
Джодхпур

Динамика численности населения штата:
- 1951 — 15 971 000 чел.
- 1961 — 20 156 000 чел.
- 1971 — 25 766 000 чел.
- 1981 — 34 262 000 чел.
- 1991 — 44 006 000 чел.
- 2001 — 56 507 000 чел.
- 2011 — 68 621 000 чел.
- 2024 — 79 502 477 чел.[3]

## Административное деление

Административное деление штата Раджастхан

Раджастхан состоит из семи дивизионов, которые делятся на 33 округа:
- Аджмера (округа: Аджмер, Бхилвара, Нагаур и Тонк)
- Бхаратпура (округа: Бхаратпур, Дхолпур, Караули и Савай-Мадхопур)
- Биканера (округа: Биканер, Чуру, Ганганагар и Ханумангарх)
- Джайпура (округа: Джайпур, Алвар, Джхунджхуну, Сикар и Дауса)
- Джодхпура (округа: Джодхпур, Джайсалмер, Бармер, Джалор, Пали и Сирохи)
- Кота (округа: Кота, Бунди, Баран и Джхалавар)
- Удайпура (округа: Удайпур, Бансвара, Читторгарх, Пратапгарх, Дунгарпур и Раджсаманд).

## Политика
На выборах в ассамблею штата (в 2003 г.) убедительную победу одержала правая националистическая Бхаратия джаната парти. В результате главным министром штата стала Васундхара Радже Скиндиа, до этого занимавшая министерские посты в федеральном правительстве и происходящая из княжеской семьи Гвалиора (современный штат Мадхья-Прадеш). В 2008 году к власти вернулся Индийский национальный конгресс.
В 2013 году уверенную победу на выборах одержала БДП набрав 45,2%.
На предпоследних выборах в ассамблею, состоявшихся в декабре 2018 года, Индийский национальный конгресс одержал победу и сформировал правительство штата, назначив Ашока Гелота на должность главного министра. Выборы в Раджастане в 2018 году отразили настроения, направленные против власти, что привело к отстранению БДП под руководством тогдашнего главного министра Васундхары Раджи.
Последние выборы в ассамблею штата (2023-2024 г.) победу с небольшим отрывом от ИНК одержала БДП, под руководством Бхаджана Шармы.

## Экономика
Экономика Раджастхана базируется на сельском хозяйстве — земледелии и скотоводстве. Основные культуры включают пшеницу, ячмень, бобовые, масличные культуры. Культивируются также хлопок и табак. Раджастхан является вторым в стране производителем масличных культур и крупнейшим производителем шерсти. Важную роль играет ирригационное сельское хозяйство, через северо-запад штата проходит канал им. Индиры Ганди.
Промышленность штата основывается на сельском хозяйстве и минеральной базе региона. Раджастхан — один из крупнейших в стране производителей молока. Это второй в Индии производитель полиэфирного волокна. Важное место занимает горнодобывающая промышленность, штат — второй в Индии по производству цемента; имеются месторождения соли, меди, цинка, песчаника, волластонита, яшмы, асбеста, олова, мрамора, известняка, флюорита и др. Достаточно хорошая инфраструктура, мирная обстановка и благополучная ситуация с поддержанием правопорядка привлекают в регион большое количество инвесторов.
Благодаря богатой истории, красивой природе и обилию достопримечательностей Раджастхан привлекателен и для туристов. Сектор туризма дает около 8 % от ВВП региона.

## Образование

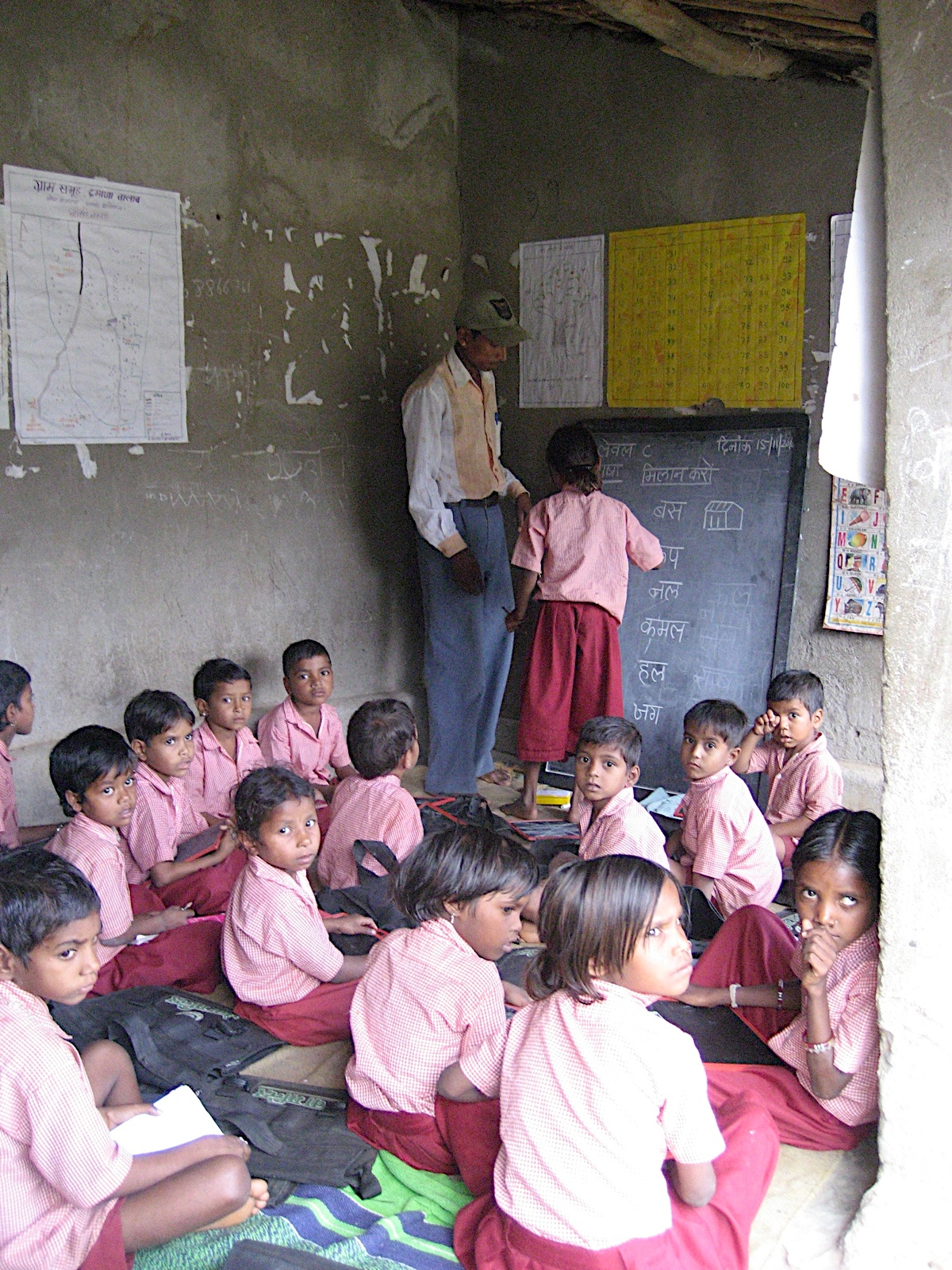
Неформальный образовательный центр, Удайпур

Уровень образования населения существенно улучшился в течение последних десятилетий. В 1991 году уровень грамотности составлял всего 38,55 % (54,99 % мужчин и 20,44 % женщин), в 2001 году этот показатель составлял уже 60,41 % (75,7 % мужчин и 43,85 % женщин). По данным последней переписи 2011 года уровень грамотности составляет 67,06 % (80,51 % мужчин и 52,66 % женщин). Впрочем, этот показатель всё ещё ниже национального уровня (74,04 %), предпринимаются попытки добиться повышения грамотности и образовательных стандартов.
В Раджастхане расположены 9 университетов, более 250 колледжей, 55 000 начальных и 7400 средних школ.

## Достопримечательности

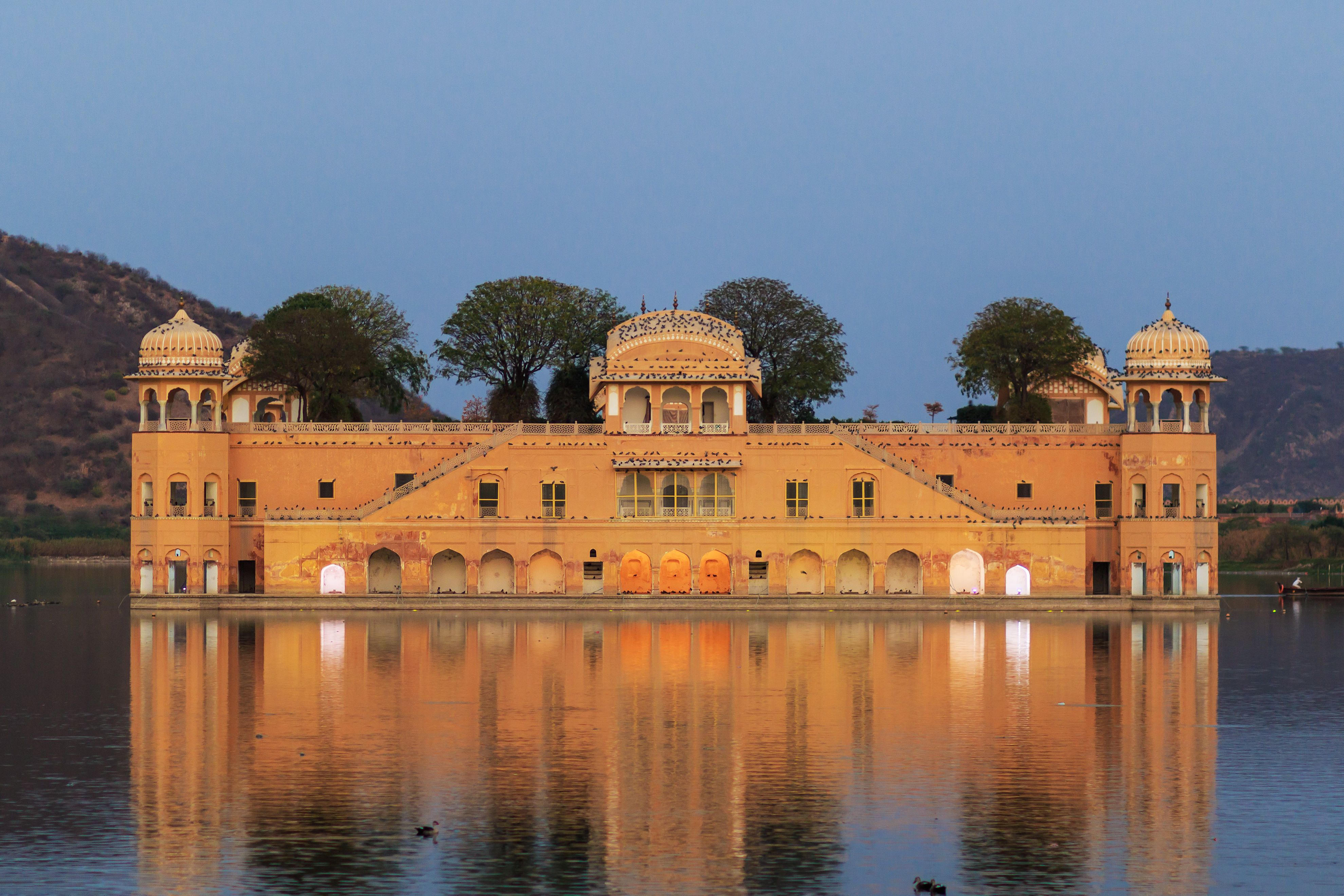
Дворец на воде в Джайпуре

- Розовые памятники Джайпура
- Руины Читторгарха в Меваре
- Город озёр Удайпур
- Дворцы князей Биканера и Коты
- Амберский дворец-крепость
- Крепость Мехрангарх в Марваре
- Золотая крепость Джайсалмер